# Dầu thầu dầu

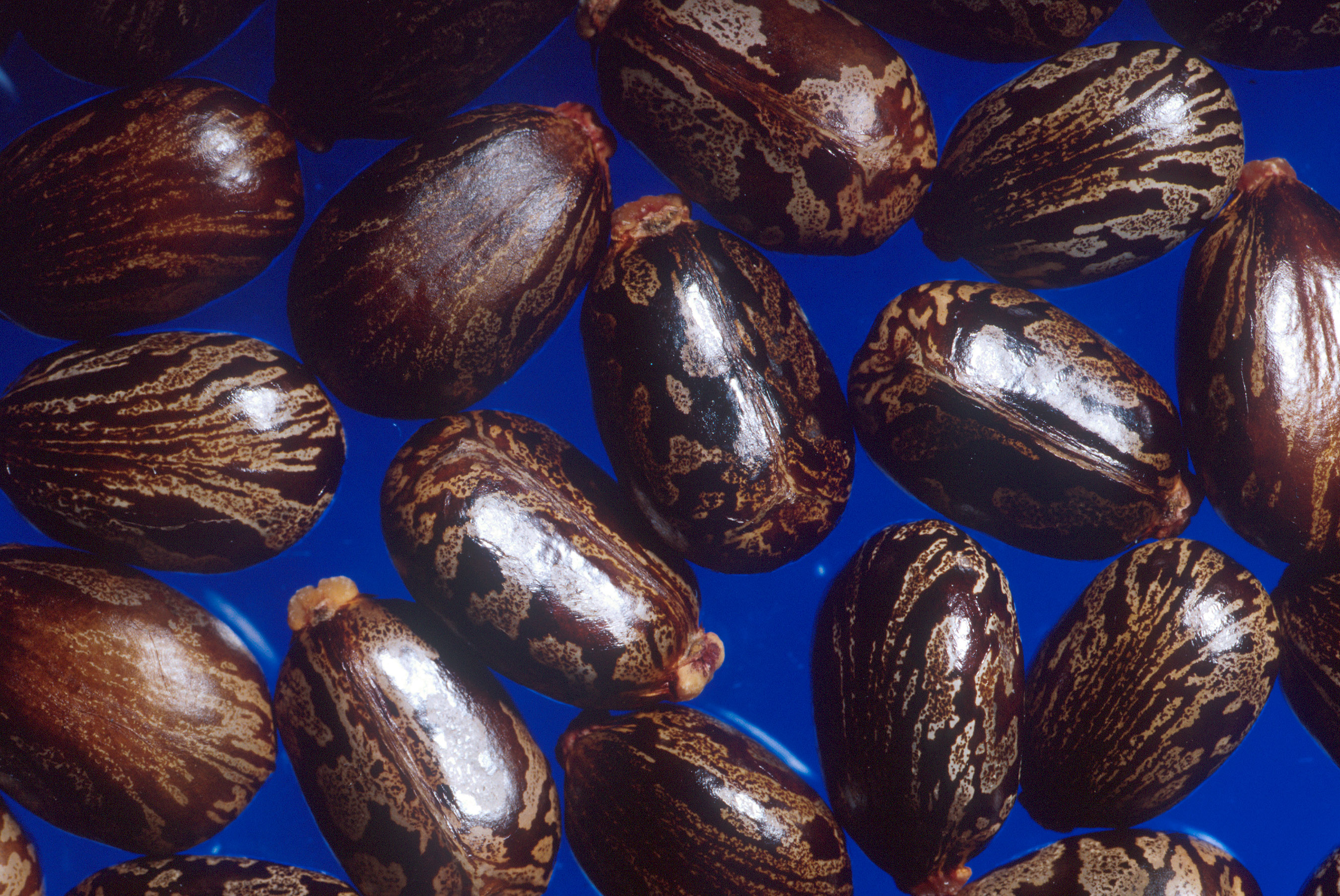
Hạt thầu dầu

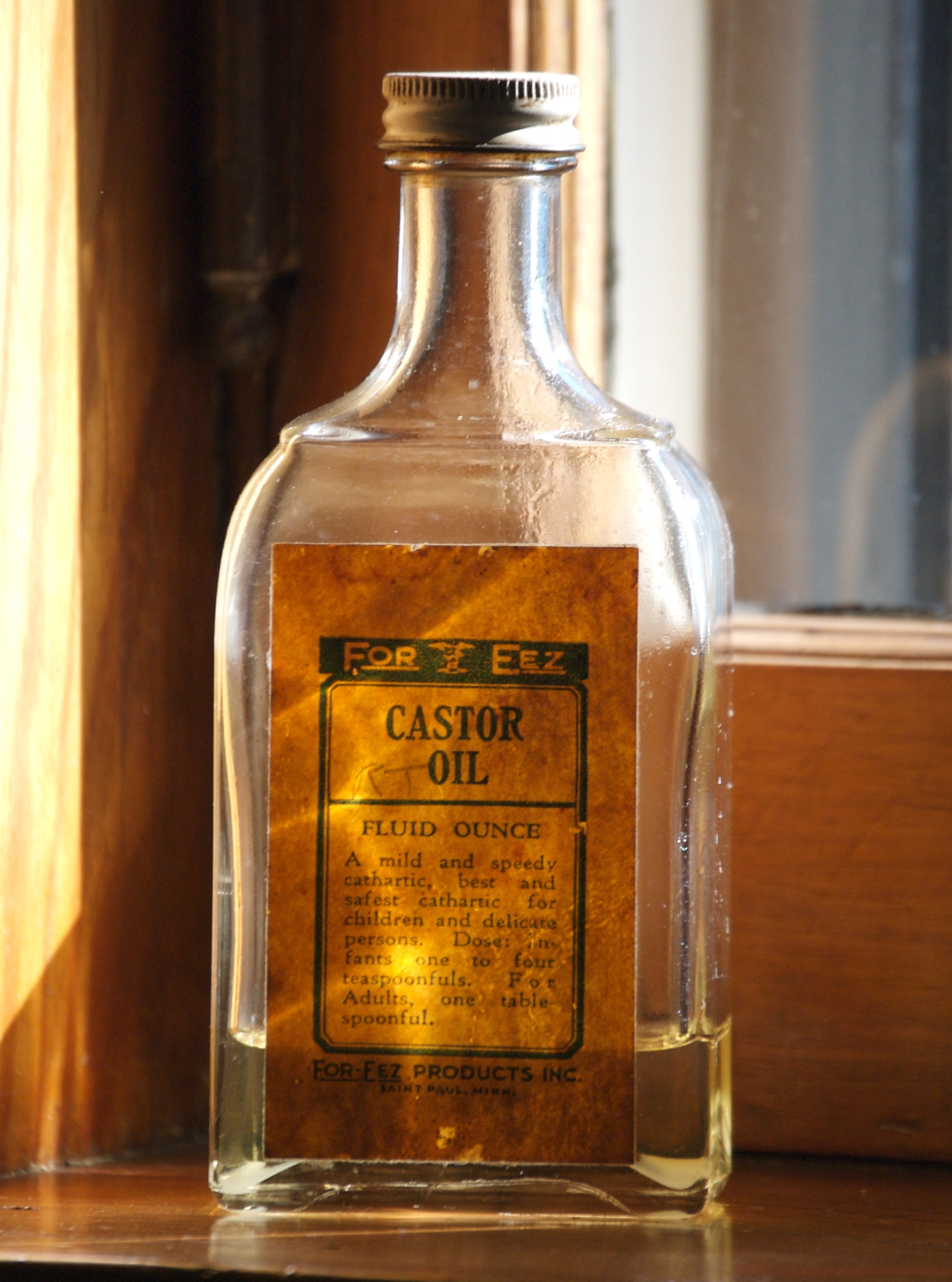
Một chai dầu thầu dầu

Dầu thầu dầu là dầu thực vật thu được bằng cách ép hạt cây thầu dầu (Ricinus communis). Dầu thầu dầu có tên là "castor oil", từ loại cây được đặt tên, có lẽ đến từ cách sử dụng như một chất thay thế cho castoreum, một cơ sở nước hoa được làm từ tuyến đáy chậu khô của hải ly (castor trong tiếng Latinh).
Dầu thầu dầu là chất lỏng màu không màu hoặc vàng nhạt với vị và mùi khác biệt khi ăn vào. Điểm sôi của dầu là 313 °C (595 °F) và mật độ 961 kg/m³. Đó là một triglyceride trong đó có khoảng 90% axit béo chuỗi là ricinoleates. Axit oleic và axit linoleic là những thành phần quan trọng khác.
Dầu thầu dầu và các dẫn xuất của nó được sử dụng trong sản xuất xà phòng, dầu bôi trơn công nghiệp, dầu phanh và thủy lực, sơn, thuốc nhuộm, chất phủ, mực viết, chất dẻo kháng lạnh, sáp và chất đánh bóng, nylon, dược phẩm và nước hoa.